# Dansk Front
Dansk Front var et dansk højreekstremt og nationalistisk netværk stiftet i 2002, selverklærede racister, der ønskede at bevare Danmark for danskerne og derfor modarbejde et multikulturelt samfund bl.a. med forslag om, at fremmede religioner som islam skulle forbydes. Dansk Front blev opløst den 19. juli 2007.

## Om Dansk Front

### Start
Dansk Front blev stiftet i 2002 som en nyhedsportal på hjemmesiden danskfront.dk. Et forum på siden fungerede som samlingspunkt, og netværket erklærede i sin første velkomstbesked på hjemmesiden: "Folkene bag Danskfront.dk er en flok af fædrelandskærlige mennesker, der alle har en biologisk verdensopfattelse til fælles. [...] Med andre ord: vi er racister!". Det var først året efter i 2003, at der begyndte at dannes lokaleafdelinger rundt om i landet. Det er herfra, at Dansk Front kan betegnes som et egentligt netværk eller organisation. Afdelingerne var meget løst organiseret og uden medlemslister og kontingent.
Netværkets hjemmeside blev skiftet ud i oktober 2003, og samtidigt forsøgte ledelsen af Dansk Front i oktober 2003 at give organisationen ny fremtoning som mere nationalistiske og mindre racistiske og nazistisk. Det skete ved at begrænse brug af hagekors eller andre nazistiske symboler på netværkets forum og manifestationer. Tidligere havde netværket blandt andet skrevet hyldest tekster på deres hjemmeside til den engelske terrororganisation combat 18, og i forbindelse med istandsættelsen af Fællesskabets Mindelund af 1969 i Kongensbro efter hærværk samarbejdede netværket med "kammerater" fra det nazistiske parti DNSB. Ifølge Dansk Fronts skulle gerningsmændene til hærværket i mindelunden skulle findes blandt "autonome perkerelskende kommunister".
Dansk Fronts første offentlige manifestation var i marts 2004. Dansk Folkepartis Ungdom (DFU) afholdt dette år sit landsmøde i Fredericia. Oprindeligt blev møderne afholdt i Odense, men på grund af protester fra antifascister blev møderne flyttet. Protesterne kom dog også med, og disse protester brugte Dansk Front til anledning til at manifestere sig. Pressen dokumenterede efterfølgende, at Dansk Fronts demonstration havde bestået af 70 aktivister. Gruppen var om dagen blevet fulgt af et massivt politiopbud, men om aften skulle angiveligt omkring 20 fra gruppen have overfaldet Ungdommens Hus, hvor antifascisterne afholdt en fest. Blandt Dansk Fronts deltagere i demonstrationen var personer fra White Pride og Brøndby-hooligangruppen Southside United. I de første år var det hovedsageligt i hooligan-miljøet, at netværket forsøgte at mobilisere og rekruttere nye medlemmer. I 2006 havde Dansk Front afdelinger i København, Århus, Nordsjælland, Aalborg og Fredericia.

### Vold og politik
Efter Muhammedkrisen fik Dansk Front igen en stor opmærksomhed, da de manifesterede sig i en demonstration i forbindelse med krisen i Hillerød den 4. februar 2006. Demonstrationen blev mødt af protester fra indvandrere og venstreorienterede, og politiet holdt de to parter adskilt. Politiets Efterretningstjeneste (PET) udtalte sig omkring Dansk Fronts demonstration, og at det var at gå ekstremisterne ærinde at deltage.[kilde mangler]
Officielt tog Dansk Front afstand fra vold. Flere medlemmer er dog blevet sat i forbindelse med voldelig racisme, blandt andet overfald på indvandre og venstreorienterede i Fredericia og Århus, hvor Dansk Front også er blevet sat i forbindelse med grupper som White Pride, selv om Dansk Front også benægtede dette. I marts 2004 var Ungdommens Hus i Fredericia blev overfaldet af personer, som blev sat i forbindelse med Dansk Front, og i november angreb personer fra netværket et medlemsmøde for Antiracistisk Netværk i Cafe Oskar i Århus. Samme sted i december overfaldt gruppen også en julefrokost for det nu nedlagte Rød Ungdom.[kilde mangler]
Gentagne gange i Dansk Fronts levetid kom netværket i søgelyset hos både pressemedier og politiet. Igennem tv opnåede netværket at komme bredere ud, og igennem vold og trusler vakte det også politiets opmærksomhed. I efteråret 2005 fik netværket støre opmærksomhed efter en tv-udsendelse i programmet Station 2 på TV 2, hvor Julius Børgesen stod frem som talsmand for netværket. Han kom senere i PETs søgelys, efter at han på Anarkistisk debatforum opfordrede til at brænde tidligere indenrigs- og sundhedsminister og senere statsminister Lars Løkke Rasmussens hus. Da politiet anholdt Børgesen, havde han også et jagtgevær opbevaret i en skurvogn. På grund af sagen og hans varetægtsfængsling blev han frataget sin talsmandsrolle og smidt ud af netværket. Dette skulle angiveligt have ført til splittelse indenfor netværket. Efterfølgende blev et medlem ekskluderet, fordi han angiveligt gav informationer til venstrefløjen og støttede Børgesen. Julius Børgesen ville ifølge sig selv med sit indlæg på anarkiforum få vedkommende, der stod bag brandattentatet mod Rikke Hvilshøj til at tale over sig. (Rikke Hvilshøj fik i 2005 sin bil og dele af sit hus brændt af af politiske modstandere på venstrefløjen). Anklagemyndigheden frafaldt den oprindelige sigtelse om, at han skulle have planlagt et attentat på Lars Løkke Rasmussen, men fik ham alligevel 27. februar 2007 idømt 8 måneders fængsel for blandt andet ulovlig våbenbesiddelse og trusler mod embedsmand i funktion. I august samme år nedsatte landsretten straffen med to måneder, da han blev frikendt for den sidste anklage.
Dansk Front gav flere gange udtryk for, at de mente, det var "muslimer og venstrefløjen", som var de voldelige, og som overfalder det, netværket selv kaldte "fredelige nationalister" og danskere.
Flere ledende medlemmer af Dansk Fronts ledelse var tidligere blevet ekskluderet fra Dansk Folkeparti eller DFU på grund af, hvad disse organisationer bedømte som ekstremistiske standpunkter. Blandt de ekskluderede var tidligere medlem af Frederikshavn byråd Steen Jørgensen, tidligere medlem af Roskilde byråd og amtsråd Finn O. Larsen, lokalformænd og en sekretær, fordi de tilkendegav overfor pressen, at der intet problem var med, at tidligere og nuværende sympatisører af Dansk Front kunne blive medlem af Dansk Folkeparti. Dette var ifølge topledelsen af Dansk Folkepartis imod partiet holdning om, at Dansk Front var racistisk.
I marts 2006 kom Dansk Front endnu engang i mediernes søgelys, da Politiken afslørede, at ledende medlemmer af netværket igennem sociale medier som Arto.dk forsøge sig med rekruttering af medlemmer. Tidligere dette år havde medlemmer af netværket været med til Frit Danmark og Stop Islamiseringen af Danmarks demonstrationer i Odense. I april samme år deltog Dansk Front i en anti-islamisk demonstration arrangeret af foreningen De National-Liberale i Svendborg. Under denne demonstration heilede medlemmer af Dansk Front og kastede med flasker efter antiracistiske protester. I alt syv personer med tilknytning til netværket blev anholdt. Ved Ungdomshusets rydning blev medlemmer af Dansk Front angiveligt overfaldet af autonome, fordi de filmede dem.

### Ophør
Dansk Front ophørte som netværk den 19. juli 2007. Det fremgik af en udtalelse på hjemmesiden, hvor Dansk Front skrev:
| Citat                   | Beslutningen har naturligvis stået os i store overvejelser. Siden starten i 2002 er det lykkedes Dansk Front at markere sig som samlingspunkt for danske patrioter fra alle sider af det politiske spektrum. Vores mål har fra starten været at puste liv i det patriotiske miljø og dermed muliggøre aktiviteter der kunne udbrede erkendelsen af Danmark som danskernes evige Fædreland samt at rejse en folkelig vilje til at bevare og om nødvendigt at kæmpe for dette. Det har bestemt ikke altid været lige nemt, men vi mener, at vi i fællesskab har opnået meget. Grupper og enkeltpersoner, der ellers aldrig ville have mødt hinanden, har mødtes i Dansk Front til gavn for Danmark. I Dansk Fronts regi er nationalfølelsen blevet til handling, og talrige selvstændige initiativer har set dagens lys. Det er vi stolte af, og vi har derfor vurderet, at Dansk Front nu har udspillet sin rolle, og vi har valgt at stoppe imens legen er god. | Citat |
| Dansk Fronts hjemmeside | |       |

Aktivisterne i Dansk Front har nu søgt over i nye og gamle bevægelser. Her kan nævnes White Pride og Vederfølner med base i Århus og Danmarks Nationale Front med base i København. Mange af aktivisterne holder til på den svensk nationalistiske internetportal og debatforum Nordisk.nu.[kilde mangler]

## Politisk netværk
Fænomenet Dansk Front var tredelt. Det bestod af:
1. en organisation, hvor mange højreradikale kunne finde et fælles politisk samlingspunkt og fællesskab.
2. en hjemmeside, hvor der formidledes nyheder af interesse for et højreradikalt publikum og vinklet til samme. Desuden fungerede hjemmesidens forum som et online-mødested mellem nationalistisk indstillede sympatisører fra forskellige landsdele og politiske baggrunde, fra nationalsocialisme over nationalkonservatisme til nationalliberalisme. Som sådan var der også stormfulde debatter mellem f.eks. antisemitisk indstillede nationalsocialister og pro-israelske nationalkonservative.
3. et slogan ("Dansk front!"), som bl.a. brugtes i graffiti, på T-shirts, klistermærker og lignende, både af Dansk Front og dennes sympatisører. Dette slogan forkortedes undertiden til talkoden "46!", idet »D« er fjerde og »F« er sjette bogstav i alfabetet.

## Kontroversielle omstændigheder
- PET (Politiets Efterretningstjeneste) skrev i deres årsrapport fra 2003 om Dansk Fronts tætte samarbejde med grupper som Blood & Honour Danmark og den engelske terrorgruppe Combat 18.
- Ved Dansk Fronts første officielt anmeldte demonstration i Danmark (4. februar 2006) var der en del af demonstranterne, der heilede, samtidig med at DNSB's daværende leder Jonni Hansen valgte at deltage. Ledelsen i Dansk Front tog senere på hjemmesiden afstand fra denne heilen.
- Fremtrædende medlemmer af Dansk Front deltog i december 2005 i en mindehøjtidelighed for Daniel Wretstrøm, en 15-årig dreng dræbt af en femten mand stærk indvandrerbande i Salem i Sverige i år 2000. Dette var kontroversielt, fordi der i mindehøjtideligheden samtidig var repræsentanter for åbenlyst nazistiske og racistiske bevægelser som Combat 18 og Blood & Honour

## Den danske Front
En forgænger, "Den danske Front" stiftedes den 17. februar 1941 ved en splittelse af DNSAP. Dette nye parti, stiftet af bl.a. Erik Wilhelm Grevenkop-Castenskiold, skulle være mere dansk og uafhængig af Tyskland i modsætning til Frits Clausens nazistparti.